# Réserve naturelle nationale des îlets de Sainte-Anne
La réserve naturelle nationale des îlets de Sainte-Anne (RNN125) est une réserve naturelle nationale de Martinique. Classée par un décret du 11 août 1995, elle s'étend sur 5,57 ha et protège l'un des plus importants sites de nidification des Antilles.

## Localisation

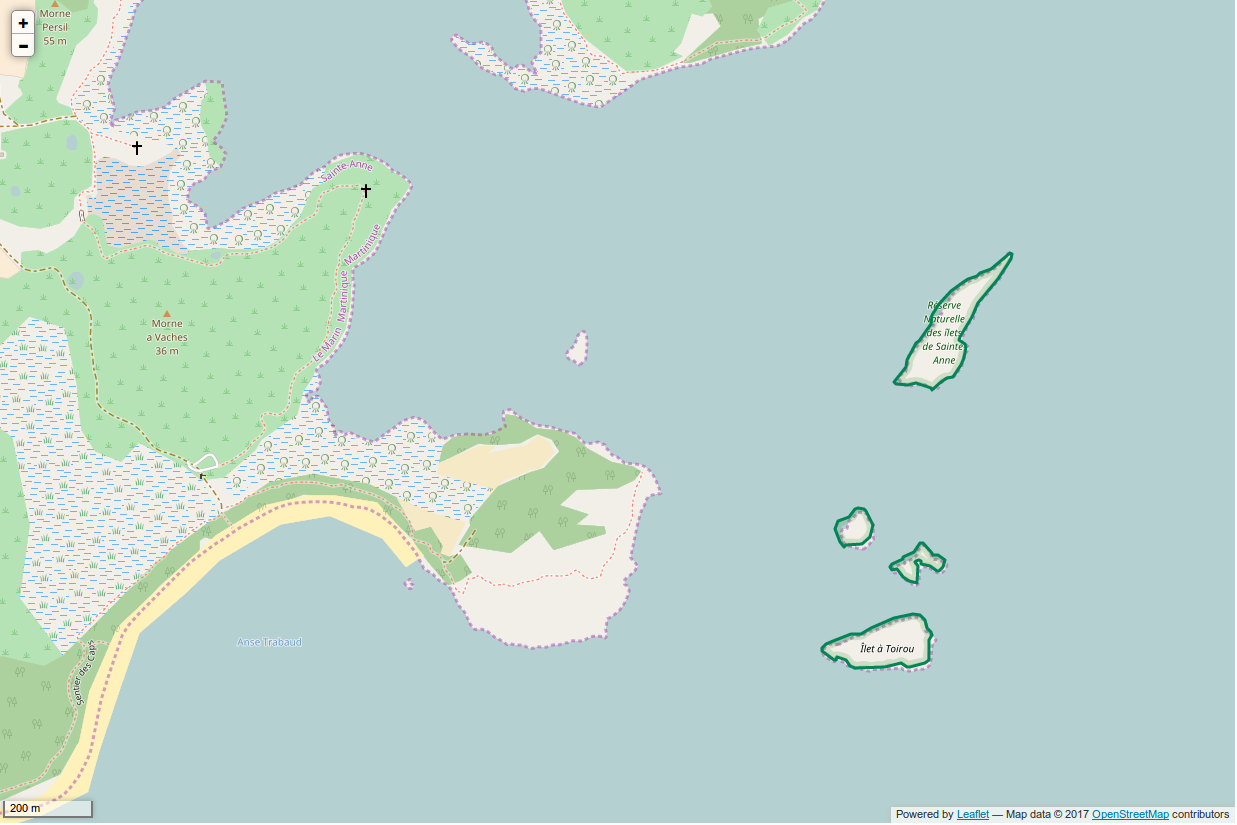
Périmètre de la réserve naturelle.

Le territoire de la réserve naturelle se trouve au sud-est de la Martinique, sur la côte atlantique et sur la commune de Sainte-Anne. Il recouvre 4 îlets de calcaire coralliens à moins d'un kilomètre à l'est de la Pointe Baham au large de la baie des Anglais : Hardy, Percé, Burgaux et Poirier. Il ne prend pas en compte l'îlet à Aigrettes situé au nord de la pointe Baham. 

## Biodiversité
Le relief accidenté du site résulte de l’action continue du vent et des vagues qui ont formé des falaises face au large et des plages de sable face à la côte.

### Flore
Compte tenu du climat local, seules les plantes capables de résister au vent et à la sécheresse se sont acclimatées comme le poirier, le pourpier bord de mer, le gros chiendent et le bois patate bord de mer.

### Faune
L’avifaune est composée de sternes fuligineuses et bridées, de pailles en queue, de noddis bruns et de puffins d’Audubon.
Des limicoles font étape lors de leur migration : tournepierre à collier, bécasseau semi-palmé, bécasseau minuscule.

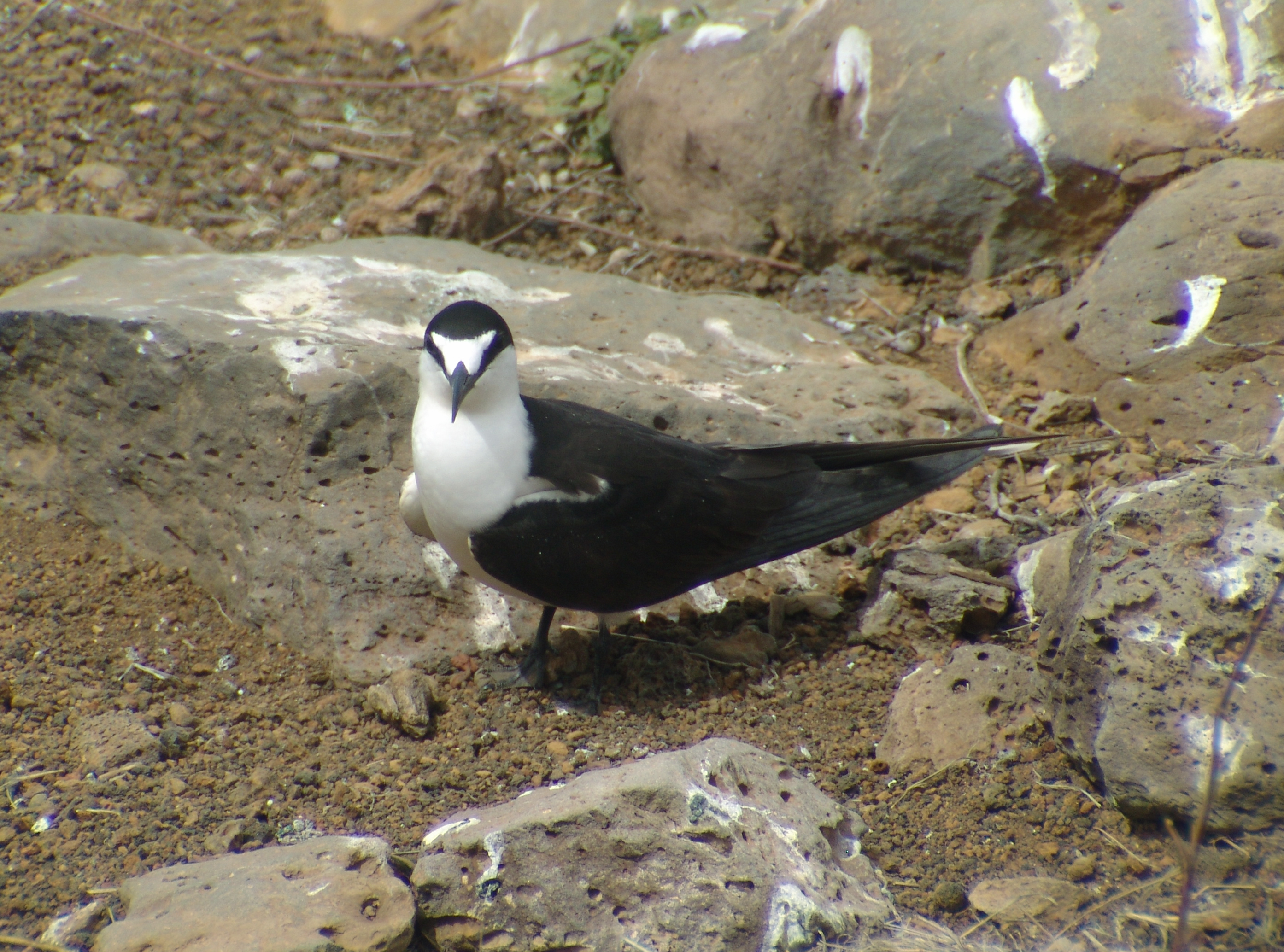
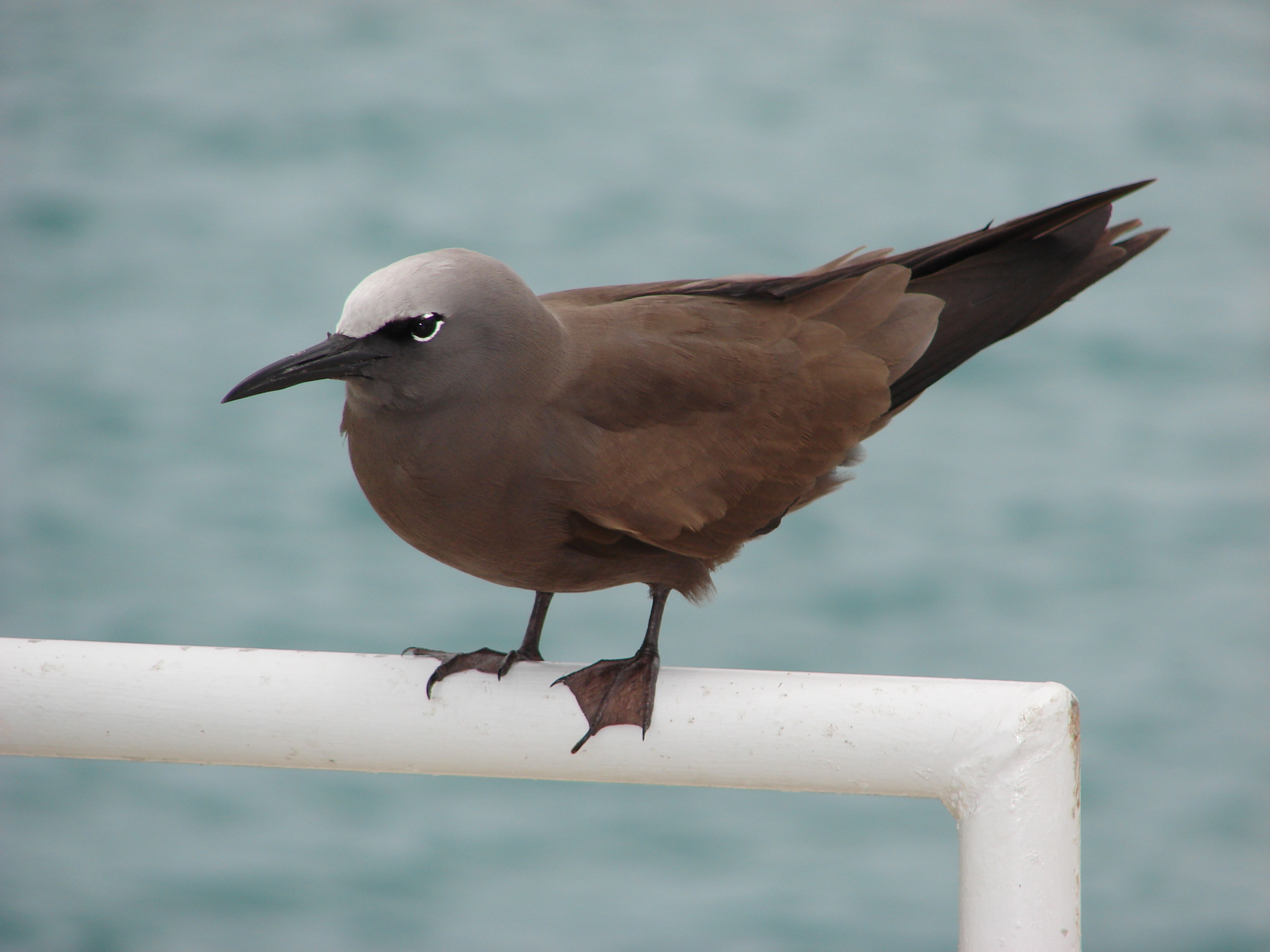
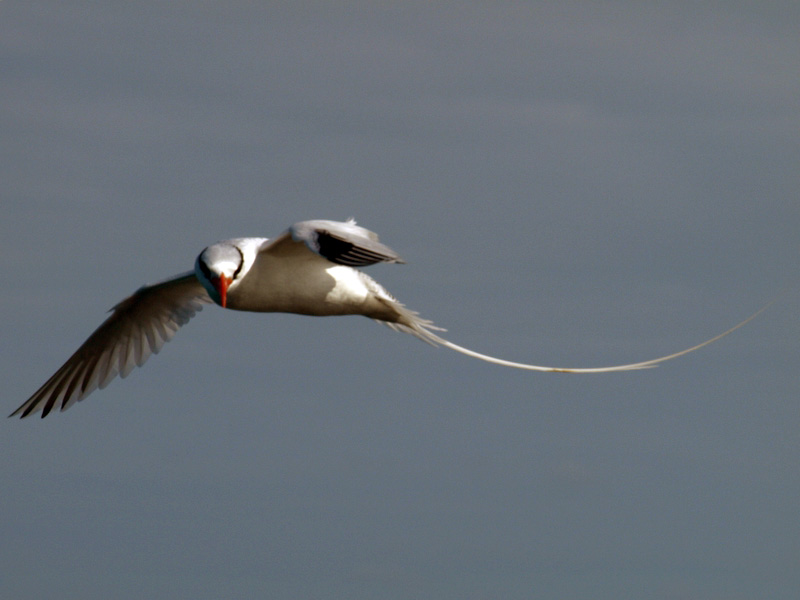
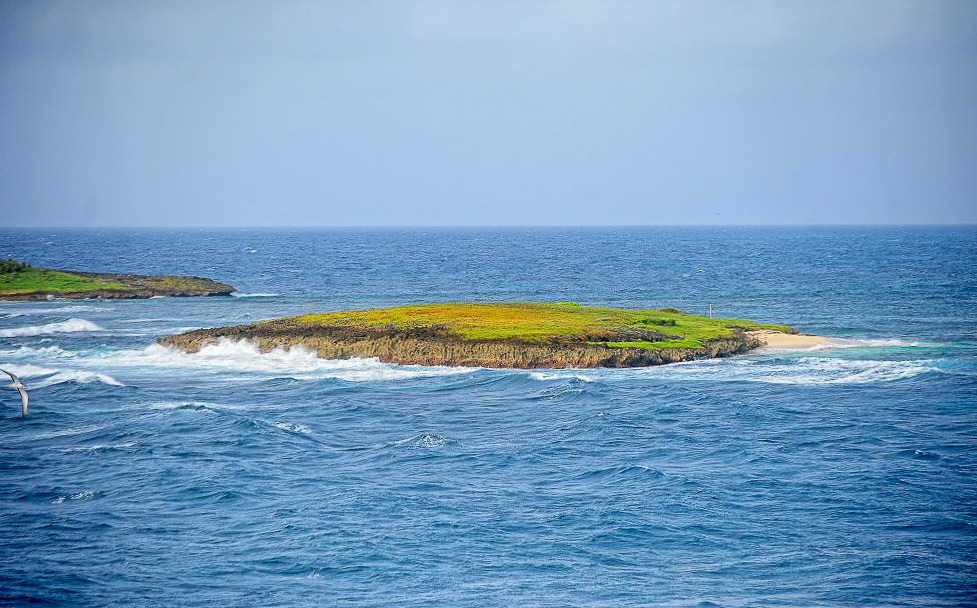
Un des îlets de Sainte-Anne.
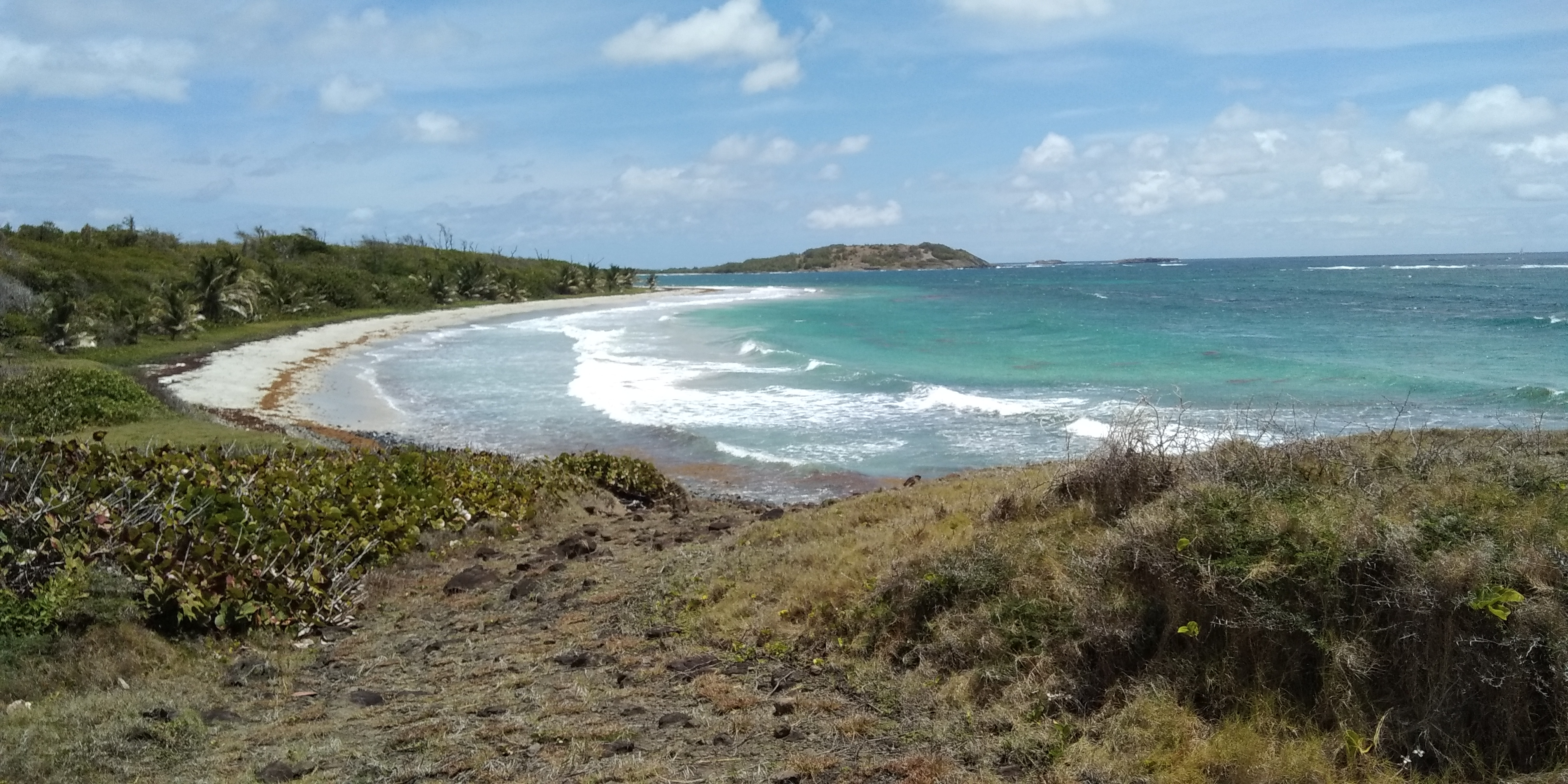
Ilets de Saint-Anne à droite de la pointe Baham.

## Intérêt touristique et pédagogique
Le débarquement sur les îlets n'est pas autorisé. L'accès et la circulation des personnes sont strictement interdits sur la réserve et dans un périmètre de 50 mètres périphérique à l'ensemble des îlets Hardy, Burgaux, Percé et Poirier.

## Administration, plan de gestion, règlement
La réserve naturelle est gérée par l'Office national des forêts (ONF) et le parc naturel régional de la Martinique. Le plan de gestion 2013-2017, est actuellement en cours.